# Caroline de Monaco
Pour les articles homonymes, voir Caroline.
Titres
Héritière présomptive du trône de Monaco
6 avril 2005 – 10 décembre 2014
(9 ans, 8 mois et 4 jours)
Héritière présomptive du trône de Monaco
23 janvier 1957 – 14 mars 1958
(1 an, 1 mois et 19 jours)
Caroline de Monaco, née Caroline Louise Marguerite Grimaldi, princesse de Monaco, le 23 janvier 1957 à Monaco, est un membre de la famille princière de Monaco. Par mariage, elle devient princesse de Hanovre, duchesse de Brunswick et Lunebourg.
Fille aînée du prince Rainier III et de la princesse Grace, elle est baptisée le 3 mars 1957. Elle est troisième dans l'ordre de succession au trône de Monaco.

## Biographie

### Formation
Elle effectue une partie de ses études secondaires au sein du pensionnat St Mary’s School à Ascot (Berkshire). Elle obtient le baccalauréat en 1974, intègre l'Institut d'études politiques de Paris et y effectue l'année préparatoire avant de préparer avec succès une licence de philosophie à la Sorbonne. Elle étudie aussi la psychologie et la biologie. Elle parle en outre français, anglais, allemand, espagnol et italien ; et il est à noter qu'elle maîtrise le parler monégasque, proche de l'italien, se voulant pourtant langue officieuse en cours à Monaco. De plus, elle possède une certaine connaissance du latin et du grec ancien.

### Activités
En 1979, elle est nommée par ses parents présidente du Comité national monégasque de l'Année internationale de l'enfant. Elle fonde en 1981 l'association « Jeune, j'écoute », à l'origine un service d'écoute téléphonique pour jeunes en détresse, devenu un lieu d'accueil et de rencontre.
À la suite du décès de sa mère, la princesse Grace, en 1982, elle reprend la présidence du Garden Club de Monaco, du comité d'organisation du Festival des arts de Monte-Carlo et de la fondation Princesse-Grace-de-Monaco. La fondation Princesse-Grace est très active en France : elle est présente dans une trentaine d'hôpitaux pédiatriques (organisation de classe hôpital ou de maisons pour les parents), achète des fauteuils roulants pour des personnes démunies, et finance le tiers du budget de trois grands laboratoires, etc.
En 1985, la princesse Caroline annonce officiellement la création de la Compagnie des ballets de Monte-Carlo, exauçant un vœu de sa mère.
Depuis 1988, elle est présidente du conseil d'administration et du conseil littéraire de la fondation Prince-Pierre-de-Monaco.
En avril 1993, la princesse Caroline est nommée présidente de l'Association mondiale des amis de l'enfance (AMADE) fondée par sa mère, trente ans plus tôt, qui mène de nombreuses actions à travers le monde : création d'une quinzaine de maisons d'accueil aux Philippines, création d'un lieu d'accueil à côté de la prison de Phnom Penh (Cambodge) pour les enfants incarcérés avec leurs parents détenus, création d'une école hôtelière pour les orphelins au Burundi, construction d'une maison d'accueil pour les délinquants au Brésil, formation de chirurgiens du Laos pour pouvoir opérer les bébés atteints de malformation faciale, etc. À côté de ce soutien concret et financier, l'AMADE encourage le monde politique à renforcer les lois internationales pour défendre les enfants.
Le 2 décembre 2003, elle a été nommée par le directeur général de l'UNESCO ambassadrice de bonne volonté en reconnaissance de son engagement personnel en faveur de la protection de l'enfance et de la famille et de sa contribution à la promotion des programmes de l'UNESCO pour l'éducation des jeunes filles et des femmes.
Le 20 mai 2006, elle se voit remettre le prix Children's Champion 2006 par le président du Comité américain de l'UNICEF, en reconnaissance de son engagement en faveur de l'enfance en danger, notamment comme présidente de l'AMADE.
Depuis le décès de sa tante la princesse Antoinette de Monaco le 18 mars 2011, la princesse Caroline est devenue la doyenne de la famille Grimaldi.
Depuis le 29 juin 2012, la princesse Caroline est la marraine du 17e régiment du génie parachutiste (17e RGP) à Montauban (département de Tarn-et-Garonne, France).

### Héritière présomptive du trône de Monaco
À sa naissance, la princesse Caroline est l'héritière présomptive des titres de son père Rainier III, avant de céder sa place à son frère cadet Albert un an plus tard, qui devient prince héréditaire de Monaco en raison de la primogéniture masculine au même degré de parenté, telle qu’elle est instituée dans la Constitution monégasque.
Caroline — ainsi que sa descendance — aurait perdu tout rang successoral sans la réforme de 2002 de la Constitution de Monaco de 1962, initiée par Rainier III quelques années avant sa mort, dont l'article 10 ouvre la succession aux frères et sœurs du prince souverain défunt ainsi qu'aux descendants légitimes de ces derniers. Sans cette réforme, la principauté de Monaco se serait retrouvée dépourvue de tout héritier à l'avènement d'Albert II le 6 avril 2005.
Du 6 avril 2005 au 10 décembre 2014, elle est pour la seconde fois en première position dans l'ordre de succession monégasque, juste devant ses deux fils (Andrea et Pierre) puis ses filles (Charlotte et Alexandra). Elle perd sa première place dans l'ordre de succession au trône et son statut d'héritière présomptive après la naissance des jumeaux Jacques et Gabriella de Monaco, les enfants légitimes d'Albert II et de son épouse Charlène. À ce jour, elle est donc troisième dans l'ordre de succession au trône de Monaco.

### Mariages et enfants
Elle épouse en premières noces Philippe Junot (né dans le 17e arrondissement de Paris le 19 avril 1940) à Monaco, civilement le 28 juin 1978 et religieusement le 29 juin 1978. Le divorce est prononcé par un tribunal monégasque le 9 octobre 1980. Une demande de reconnaissance de nullité du mariage religieux est introduite par la princesse Caroline en cour de Rome en 1981. À la suite d'une procédure longue de 11 ans, le pape Jean-Paul II déclare officiellement la nullité du mariage religieux le 1er juillet 1992.
Avant l'annulation de son premier mariage, elle se marie une deuxième fois, civilement, avec Stefano Casiraghi le 29 décembre 1983 au palais de Monaco. Ils participeront ensemble au Paris-Dakar en janvier 1985 dans la catégorie camion,,. Stefano Casiraghi meurt le 3 octobre 1990 dans un accident de motonautisme. Ils ont trois enfants :
- Andrea Casiraghi (né le 8 juin 1984) ;
- Charlotte Casiraghi (née le 3 août 1986) ;
- Pierre Casiraghi (né le 5 septembre 1987).

Du fait du mariage civil de leurs parents, ces enfants sont légitimes selon le droit monégasque. Dès l'annulation de son premier mariage, Caroline adresse au pape, le 2 juillet 1992, une demande de reconnaissance par l'Église catholique de son deuxième mariage, légitimant ainsi les enfants qui en sont issus. La demande aboutit, par une décision du pape Jean-Paul II du 25 février 1993 rendue publique début avril 1993 et confirmée le 5 avril 1994.  
Après une histoire d'amour médiatisée avec Vincent Lindon, elle épouse en  troisième noces le prince Ernst August de Hanovre, chef de la maison de Hanovre. Le mariage civil a lieu à Monaco le 23 janvier 1999, une fille est issue de cette union :
- la princesse Alexandra de Hanovre (née le 20 juillet 1999).

Le couple est séparé depuis 2009.

La vie privée de la princesse a été et continue d'être l'objet d'une couverture médiatique internationale dans les tabloïds. Depuis le début des années 1990, la princesse, avec l'aide d'avocats, a systématiquement pris des mesures contre la publication de photographies de paparazzi de sa vie privée. Plusieurs procès ont eu lieu, dont certains ont été conduits devant toutes les instances, notamment la Cour fédérale de justice, la Cour constitutionnelle fédérale et la Cour européenne des droits de l’homme. Certains jugements sont entrés dans l’histoire du droit sous le nom de jugements Caroline.
Un arrêt de la Cour européenne des droits de l'homme de 2004 a imposé des restrictions importantes à la presse tabloïd européenne concernant la diffusion de détails sur la vie privée des célébrités. Le jugement a notamment abouti au rejet d'une demande de dommages et intérêts de la princesse Caroline contre la République fédérale d'Allemagne, car les tribunaux allemands n'avaient pas suffisamment protégé les droits personnels de la princesse et de sa famille dans la procédure précédente. Un accord a été trouvé concernant le montant de l’indemnisation. En 2005, Caroline a reçu un total de 115 000 euros de la République fédérale d'Allemagne.

## Titulature
- 1957-1999 : Son Altesse Sérénissime la princesse Caroline de Monaco (naissance) ;
- depuis 1999 : Son Altesse Royale la princesse de Hanovre, duchesse de Brunswick et de Lunebourg (par mariage).

## Décorations

### Décorations monégasques
- Grand-croix de l'ordre de Saint-Charles, la plus haute distinction monégasque[6].
- Commandeur de l'ordre du Mérite culturel (2005)[6].

### Décorations françaises
- Commandeur de l'ordre des Arts et des Lettres (2014).
- Commandeur de l'ordre du Mérite agricole (2014).

## Hommages
Une rose hybride de thé, baptisée Caroline de Monaco, lui a été dédiée en 1988.

## Armoiries
| Blason | Blasonnement : À senestre, fuselé d'argent et de gueules, qui est Grimaldi. À dextre, écartelé : au 1 et 4, de gueules, à trois léopards d'or (qui est Angleterre), au 2, d'or, au lion de gueules, au double trescheur fleuronné et contre-fleuronné du même (qui est Écosse), au 3, d'azur, à la harpe d'or, cordée d'argent (qui est Irlande) ; sur-le-tout, tiercé en pairle renversé, au 1, de gueules, à deux léopards d'or (qui est de Brunswick) ; au 2, d'or, semé de cœurs de gueules, au lion d'azur, armé et lampassé du deuxième brochant (qui est de Lunebourg) ; au 3, de gueules, au cheval cabré d'argent, harnaché d'or (qui est de Westphalie) ; sur-le-tout, de gueules à la couronne de Charlemagne d'or. Commentaires : Armes d'alliance entre la princesse Caroline de Monaco et le prince Ernst August de Hanovre. |